# Uzemljenje
Uzemljenje, u užem smislu, je vodljivi spoj neke točke električne mreže, dijela električnog postrojenja ili pojedinih električnih uređaja s tlom (zemljom) preko uzemljivača (vodiča vrlo malog otpora i vrlo velike nazivne struje). Uzemljenje, u širem smislu, je sustav za odvođenje nepoželjne električne struje u tlo.

## Zaštitno uzemljenje
Zaštitno uzemljenje odnosi se na vodljive dijelove električnog uređaja koji nisu dio električnoga strujnoga kruga, a na dohvatu su čovjeka ili mogu doći u neželjeni kontakt s drugim vodljivim stvarima/materijalima. Tako se na primjer zaštitnim uzemljenjem kućanskih aparata ostvaruje vodljivi spoj kućišta i tla. Ako oslabi izolacija električnoga voda prema kućištu, zaštitnim vodičem poteći će električna struja koja će izbaciti osigurač ili zaštitnu sklopku te tako onemogućiti da kućište ostane pod električnim naponom prema tlu. Zaštitno uzemljenje prijenosnih jednofaznih i trofaznih električnih trošila ostvaruje se zaštitnim utikačem i zaštitnom utičnicom (takozvani šuko-utikač, odnosno šuko-utičnica, prema njem. Schutzkontakt). I utikač i utičnica imaju dvije (za jednofazni priključak) ili četiri (za trofazni priključak) priključnice za fazne vodiče i neutralni vodič te opruge spojene sa zaštitnim vodičem, uzemljenim izravno ili preko zaštitne sklopke.

## Pogonsko uzemljenje
Pogonskim uzemljenjem uzemljuju se vodljivi dijelovi električnih uređaja koji su dio strujnoga kruga. Takvo je na primjer uzemljenje zvjezdišta transformatora. Odvodno uzemljenje je uzemljenje vodljivih dijelova električne mreže ili uređaja koji su dio strujnoga kruga preko odvodnika prenapona (na primjer iskrišta ili metalooksidnoga varistora). Odvodnik prenapona uzemljuje samo tijekom svoje proradbe, to jest njegov električni otpor naglo padne kada se na njegovu neuzemljenom dijelu pojavi prenapon. Nestankom prenapona električni otpor odvodnika ponovno postaje velik.

## Uzemljenje za zaštitu od munje
Uzemljenje za zaštitu od munje dio je sustava za zaštitu vanjskog i unutarnjeg prostora od učinaka munje. Vanjski sustav zaštite čine hvataljke, odvodni vodovi (odvodi) i uzemljivači, a unutarnji čine vodiči i sabirnice za izjednačivanje potencijala te po potrebi odvodnici prenapona i odvodnici struje munje. 

## Uzemljivač
Uzemljivači su uređaji za spajanje električnoga strujnoga kruga sa zemljom. Izrađuju od pocinčanog ili nehrđajućega čelika te bakra. Prema obliku se dijele na zrakaste (radijalne) i prstenaste, a prema položaju na okomite i vodoravne. Vodiči uzemljivača mogu biti štapovi, vrpce, užad ili ploče. Štapni uzemljivači imaju oblik cijevi ili nekoga profila duljine od 3 do 5 metra, a najčešće se zabijaju okomito u tlo. Vrpčasti uzemljivači oblika su plosnate vrpce, a polažu se vodoravno u tlo na dubini od 0,5 do 1 metar, zrakasto ili prstenasto oko građevine ili u njezinu temelju (takozvani temeljni uzemljivači). Pločasti uzemljivači imaju oblik kvadratne ploče izmjera 1 metar × 1 metar, a ukopavaju se okomito u tlo. Tok struje preko uzemljivača u tlo stvara razliku električnog potencijala između pojedinih točaka na površini tla u okolici uzemljivača. Kao uzemljivači se mogu koristiti cijevi vodovoda, plinovoda i grijače cijevi. Temeljni uvjet bezopasnosti koji mora zadovoljiti uzemljivač je da se uz najnepovoljniji slučaj kratkoga spoja napon koraka i dodirni napon ne smiju nigdje prekoračiti unaprijed zadane vrijednosti.